# Voronina (geslacht)
Voronina is een geslacht van uitgestorven kreeftachtigen uit de klasse van de Ostracoda (mosselkreeftjes).

## Soorten
- Voronina cornuta Egorova, 1960 †
- Voronina eureka Casier & Olempska in Casier et al, 2006 †
- Voronina longula Egorova, 1960 †
- Voronina panticosa Becker, 1965 †
- Voronina remosa Averjanov & Egorova, 1960 †
- Voronina sulcata Egorova, 1960 †
- Voronina voronensis Polenova, 1952 †